# Gray (Louisiane)
Pour les articles homonymes, voir Gray.
Gray est une census-designated place (CDP) située dans la paroisse de Terrebonne en Louisiane, aux États-Unis.
Le bayou Terrebonne longe la localité sur son flanc orientale en direction du Sud.